# Territorios indígenas de Costa Rica
| Bribri Brunca Cabécar Chorotega | Guatuso (Maleku) Huetar Ngäbe-Bugle (Guaymí) Teribe |

Los territorios indígenas de Costa Rica son, de acuerdo con la Ley Indígena de 1977, los territorios tradicionales de los pueblos considerados indígenas.
Por ley son tierras entregadas por el Estado e inscritas formalmente a nombre de las comunidades aborígenes a perpetuidad y no pueden ser vendidas, trasladadas o reducidas de ninguna forma, ni pueden ser renunciadas. En teoría la ley las dota de autogobierno y autonomía política y judicial en donde las autoridades nacionales y municipales no pueden intervenir, sin embargo, en la práctica, esta autonomía no siempre se cumple.
Si bien la ley de 1977 estipula que aquellos no indígenas que tengan propiedades en los territorios indígenas deberán ser reubicados a costa del Estado o, de no desear la reubicación, ser expropiados e indeminzados por el gobierno, en la práctica esto no siempre se ha hecho. Así mismo la ley establece que cualquier nuevo asentamiento no indígena en los territorios posteriores a la aplicación de la ley deberá ser desalojado por la fuerza por las autoridades, esto, nuevamente, no siempre se cumple. Las tensiones entre pobladores indígenas y no indígenas han provocado enfrentamientos violentos; bloqueos, quemas de ranchos habitados por indígenas y otras situaciones que implicaron la intervención del gobierno en el territorio de Salitre a raíz de la disputa por tierras entre finqueros y propietarios de etnia blanca o mestiza e indígenas de etnia bribri. 

## Territorios
Actualmente existen 24 territorios indígenas de 8 etnias formalmente reconocidas por el Estado.
| Territorio           | Cabecera              | Etnia     | Cantones                      | Provincia                                       | Idioma           | Creación |
| Térraba              | Térraba               | Teribe    | Buenos Aires                  | Provincia de Puntarenas                         | Español y teribe | 1956     |
| Guatuso              | Tonjibe               | Guatuso   | Guatuso y San Carlos          | Provincia de Alajuela                           | Español y maleku | 1977     |
| Kéköldi              | Kéköldi               | Bribri    | Talamanca                     | Provincia de Limón                              | Bribri y español | 1977     |
| Quitirrisí           | Quitirrisí            | Huetar    | Mora                          | Provincia de San José                           | Español          | 1979     |
| Matambú              | Matambú               | Chorotega | Hojancha y Nicoya             | Provincia de Guanacaste                         | Español          | 1980     |
| Abrojos Montezuma    | Abrojo Guaymí         | Ngäbe     | Corredores                    | Provincia de Puntarenas                         | Ngäbere          | 1980     |
| Coto Brus            | La Casona             | Ngäbe     | Coto Brus y Buenos Aires      | Provincia de Puntarenas                         | Ngäbere          | 1981     |
| Conte Burica         | Alto Conte            | Ngäbe     | Golfito y Corredores          | Provincia de Puntarenas                         | Ngäbere          | 1982     |
| Ujarrás              | Ujarrás               | Cabécar   | Buenos Aires                  | Provincia de San José y Provincia de Puntarenas | Cabécar          | 1982     |
| Salitre              | Salitre               | Bribri    | Buenos Aires                  | Provincia de Puntarenas                         | Bribri y español | 1982     |
| Cabagra              | San Rafael de Cabagra | Bribri    | Buenos Aires                  | Provincia de Puntarenas                         | Bribri y español | 1982     |
| Tayní                | Gavilán               | Cabécar   | Limón                         | Provincia de Limón                              | Cabécar          | 1984     |
| Telire               | Alto Telire           | Cabécar   | Talamanca                     | Provincia de Limón                              | Cabécar          | 1985     |
| Cabecar Talamanca    | Gavilán Canta         | Cabécar   | Talamanca                     | Provincia de Limón                              | Cabécar          | 1985     |
| Bribri Talamanca     | Suretka               | Bribri    | Talamanca                     | Provincia de Limón                              | Bribri y español | 1985     |
| Zapatón              | Zapatón               | Huetar    | Puriscal                      | Provincia de San José                           | Español          | 1986     |
| Osa                  | Alto Laguna           | Ngobe     | Golfito                       | Provincia de Puntarenas                         | Ngäbere          | 1990     |
| Nairi-Awari          | Tsiöbata              | Cabécar   | Turrialba, Matina y Siquirres | Provincia de Cartago y Provincia de Limón       | Cabécar          | 1991     |
| Bajo Chirripó        | Namaldi               | Cabécar   | Turrialba y Limón             | Provincia de Cartago y Provincia de Limón       | Cabécar          | 1992     |
| Alto Chirripó        | Alto Quetzal          | Cabécar   | Turrialba y Matina            | Provincia de Cartago y Provincia de Limón       | Cabécar          | 1993     |
| Curré                | Rey Curré             | Brunca    | Buenos Aires                  | Provincia de Puntarenas                         | Boruca           | 1993     |
| Boruca               | Boruca                | Brunca    | Buenos Aires                  | Provincia de Puntarenas                         | Boruca           | 1993     |
| China Kichá          | China Kichá           | Cabécar   | Pérez Zeledón                 | Provincia de San José                           | Cabécar          | 2001     |
| Altos de San Antonio | Altos de San Antonio  | Ngobe     | Corredores                    | Provincia de Puntarenas                         | Ngäbere          | 2001     |